# Michael Florent van Langren
Pour les articles homonymes, voir Langrenus.
Michael Florent van Langren dit Langrenus (27 avril 1598, Arnhem – mai 1675, Bruxelles) est un ingénieur, mathématicien et cosmographe des anciens Pays-Bas espagnols, astronome à la cour du roi Philippe IV d'Espagne.

## Contributions

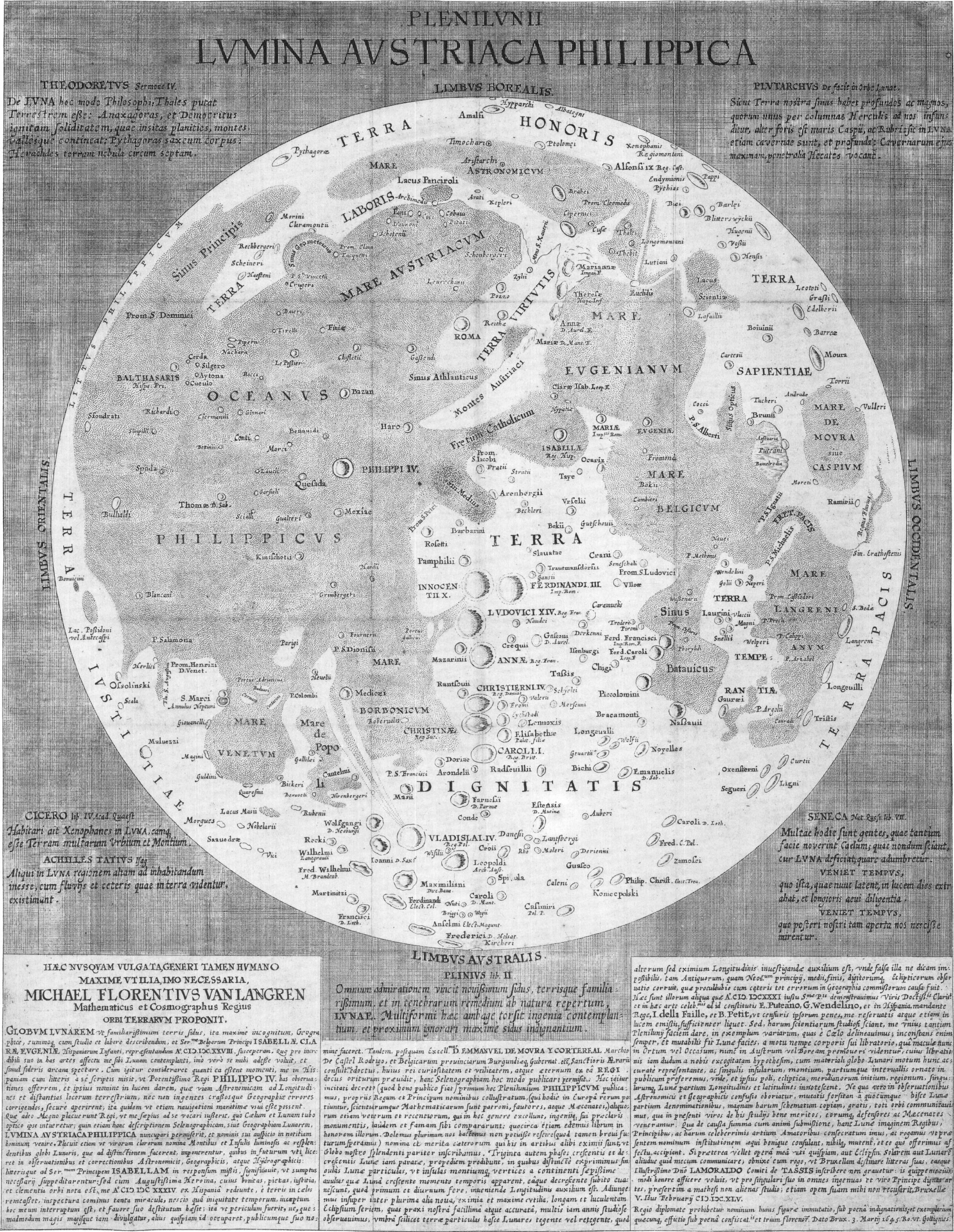
Plenilunii Lumina Austriaca Philippica

Langrenus est issu d'une famille de cartographes hollandais, principalement connue pour la fabrication de globes depuis le père fondateur Jacob Florisz van Langren. En 1609, il émigre d'Amsterdam à Anvers avec son père Arnold van Langren et sa famille. 
Souhaitant déterminer les longitudes terrestres en calculant la différence de temps entre l'illumination et l'obscurcissement des montagnes lunaires selon la phase lunaire, il a besoin d'une nomenclature complète de la Lune. Il développe ainsi la sélénographie et crée les termes de mare et mons (dans le dessin de la lune réalisé à l'œil nu par William Gilbert en 1603, ce dernier pense au contraire que les taches sombres sont des continents et les taches claires des mers, reprenant l'interprétation originale de Léonard de Vinci). Son projet de 1627 échoue par manque de moyens financiers. Il réalise la première cartographie lunaire gravée sur cuivre (carte de 35 cm de diamètre) et imprimée en 1645, la Selenographia Langreniana (appelée aussi Plenilunii Lumina Austriaca Philippica en référence à son mécène Philippe IV d'Espagne) où 322 noms sont répertoriés, souvent en l'honneur de souverains ou créés de manière fantaisiste. Quelques noms de ses cratères subsistent sur les cartes lunaires actuelles : Catharina, Cyrillus et Theophilus, Pythagoras (en), Endymion et Langrenus.

## Publications
- Plenilunii Lumina austriaca Philippica, 1645.
- Observation astronomique du comete commencé au mois de decembre, en l'an M.DC.LII, 1652  (à propos de la comète C/1652 Y1).